# Distribució exponencial envoltada
En la teoria de la probabilitat i l'estadística direccional, una distribució exponencial envoltada és una distribució de probabilitat envoltada que resulta de l'"embolcall" de la distribució exponencial al voltant del cercle unitari.

## Definició
La funció de densitat de probabilitat de la distribució exponencial envoltada és
{\displaystyle f_{WE}(\theta ;\lambda )=\sum _{k=0}^{\infty }\lambda e^{-\lambda (\theta +2\pi k)}={\frac {\lambda e^{-\lambda \theta }}{1-e^{-2\pi \lambda }}},}
per {\displaystyle 0\leq \theta <2\pi } on {\displaystyle \lambda >0} és el paràmetre de velocitat de la distribució sense embolcall. Això és idèntic a la distribució truncada obtinguda restringint els valors observats X de la distribució exponencial amb el paràmetre de velocitat λ al rang {\displaystyle 0\leq X<2\pi }.

## Funció característica
La funció característica de l'exponencial embolicat és només la funció característica de la funció exponencial avaluada en arguments enters:
{\displaystyle \varphi _{n}(\lambda )={\frac {1}{1-in/\lambda }}}
que produeix una expressió alternativa per a la fdp exponencial embolicat en termes de la variable circular z=e i (θ -m) vàlida per a tots els θ i m reals:
{\displaystyle {\begin{aligned}f_{WE}(z;\lambda )&={\frac {1}{2\pi }}\sum _{n=-\infty }^{\infty }{\frac {z^{-n}}{1-in/\lambda }}\\[10pt]&={\begin{cases}{\frac {\lambda }{\pi }}\,{\textrm {Im}}(\Phi (z,1,-i\lambda ))-{\frac {1}{2\pi }}&{\text{if }}z\neq 1\\[12pt]{\frac {\lambda }{1-e^{-2\pi \lambda }}}&{\text{if }}z=1\end{cases}}\end{aligned}}}
on {\displaystyle \Phi ()} és la funció transcendent de Lerch.